# Winston Zeddemore
Winston Zeddemore è un personaggio immaginario apparso per la prima volta nel celebre film Ghostbusters - Acchiappafantasmi (1984) e nei suoi sequel Ghostbusters II (1989), Ghostbusters: Legacy (2021) e Ghostbusters - Minaccia glaciale (2024). Raggiunse la popolarità anche con la serie televisiva animata The Real Ghostbusters, spin-off del film.
Inizialmente Winston Zeddemore doveva essere interpretato da Eddie Murphy, che rifiutò per girare Beverly Hills Cop - Un piedipiatti a Beverly Hills venendo sostituito da Ernie Hudson.
È interpretato da Ernie Hudson solo nei tre film, e doppiato da Massimo Foschi nel primo film e da Gianni Bertoncin nel secondo film e nella serie animata.

## Biografia del personaggio
Winston Zeddemore nasce a Brooklyn il 17 dicembre del 1945. È l'unico membro della squadra acchiappafantasmi che non ha una laurea: è stato un marine e un pilota di elicotteri.
Fu assunto solo successivamente, quando già gli Acchiappafantasmi erano conosciuti e molto richiesti, perché la mole di lavoro era eccessiva per Ray, Peter e Egon e serviva più personale. Winston inizialmente è molto scettico sul mondo del paranormale e si propone come nuovo membro solo per avere uno stipendio, ma successivamente, dopo essere stato testimone lui stesso di eventi al limite del possibile, comincia a credere nei fantasmi e negli eventi "inspiegabili". Malgrado il suo scetticismo, Winston si è rivelato molto utile al gruppo soprattutto per il suo buonsenso e per i suoi modi pacati. Il suo migliore amico nei film è Ray Stantz. È un uomo religioso in una certa misura, dicendo in una discussione con Ray che crede in Dio e adora la classe di Gesù. Sempre come Ray, ha una certa conoscenza della Bibbia (in particolare dell'Apocalisse 7-12). Durante la guida dell'Ecto-1 con Stantz, esprime i suoi pensieri sul fatto che l'improvviso aumento delle apparizioni di fantasmi potrebbe essere un segno dell'apocalisse.
Sebbene Zeddemore non abbia precedenti in studi sul paranormale e inizialmente non creda fermamente nell'esistenza del paranormale, accetta prontamente l'esistenza dei fantasmi e del soprannaturale quando li incontra come un acchiappafantasmi. È anche all'altezza della sfida e si dimostra un membro del team molto abile e affidabile. Tuttavia, continua a comportarsi come un "uomo qualunque" e voce della ragione per la squadra, e quando gli acchiappafantasmi incarcerati propongono seriamente di chiedere a un giudice federale per liberarli perché devono combattere un dio invasore, Zeddemore ricorda agli altri che nessuno crederà alle loro affermazioni. Nonostante ciò, nell'incontro con il sindaco di New York si offre come osservatore un po' imparziale, essendo entrato a far parte della squadra solo di recente, e assicura al sindaco che i fenomeni sono reali. Nel secondo film (mentre lui, Ray e Egon ispezionano una galleria abbandonata) si scopre che Winston ha paura degli scarafaggi e dei topi, quindi soffre di entomofobia e musofobia.
Ernie Hudson ritorna nel suo stesso ruolo nel film del 2021, intitolato Ghostbusters: Legacy, sequel dei primi due capitoli della serie.